# Neuroscienze

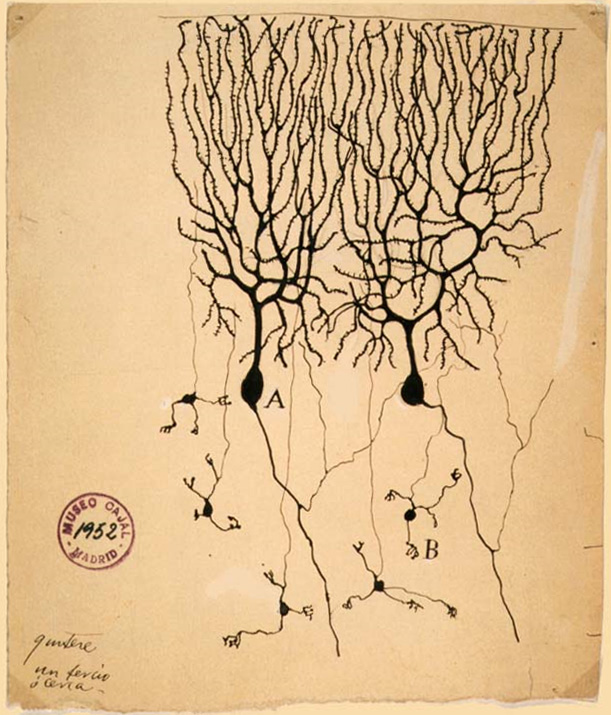
Disegno di Santiago Ramón y Cajal (1899) di neuroni in un cervello di piccione.

Le neuroscienze sono l'insieme degli studi scientificamente condotti sul sistema nervoso. Essendo scienze multidisciplinari, le neuroscienze richiedono conoscenze di psicologia, medicina, fisiologia,biologia molecolare, biologia cellulare, biologia dello sviluppo, biochimica, anatomia, genetica, infermieristica, biologia evoluzionistica, chimica, fisica, matematica, statistica, pedagogia e linguistica sebbene ognuna di queste discipline sia sviluppata e approfondita in maniera diversa a seconda della branca di studi scelta.
L'ambito delle neuroscienze si è ampliato per includere diversi approcci utilizzati per studiare gli aspetti molecolari, cellulari, dello sviluppo, strutturali, funzionali, evoluzionistici, cognitivi, computazionali e patologici del sistema nervoso. Si sono ampliate enormemente anche le tecniche utilizzate dai neuroscienziati, che sono attualmente in grado di studiare dagli aspetti molecolari delle singole cellule nervose, fino al funzionamento complessivo dei fenomeni emergenti del cervello tramite l'utilizzo di tecniche di neuroimaging funzionale, il tutto mediante la collaborazione di modellizzazioni teoriche, simulazioni computazionali ed approcci sperimentali.

## Storia

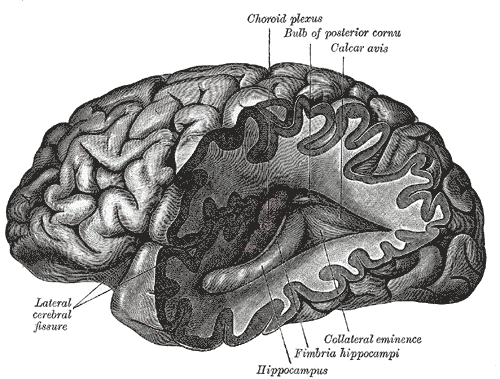
Illustrazione da Anatomia del Gray (1918), vista laterale del cervello umano, mostrante l'ippocampo oltre ad altri aspetti neuroanatomici.

Lo studio del sistema nervoso risale all'Antico Egitto. Prove della trapanazione, delle pratiche chirurgiche della foratura o della raschiatura di un foro nel cranio per curare il mal di testa o i disturbi mentali risalgono al neolitico e sono state ritrovate in varie culture in tutto il mondo. Manoscritti risalenti al 1700 a.C. indicano che gli egiziani avevano qualche conoscenza circa i sintomi del danno cerebrale.
Le prime opinioni sulla funzione del cervello lo consideravano come un "ripieno cranico" di qualche sorta. In Egitto, dalla fine del Medio Regno in poi, il cervello veniva regolarmente rimosso in preparazione della mummificazione. Al tempo si riteneva che la sede dell'intelligenza fosse il cuore. Secondo Erodoto, il primo passo della mummificazione era "prendere un pezzo storto di ferro, e con esso estrarre il cervello attraverso le narici, eliminandone così una porzione, mentre il resto veniva ripulito dal teschio tramite risciacquo con droghe".
L'opinione che il cuore fosse la fonte della coscienza non fu contestata fino all'epoca del medico greco Ippocrate. Egli credeva che il cervello non solo fosse coinvolto con la sensazione - in quanto organi specializzati per ciò (ad esempio, occhi, orecchie, lingua) si trovano nella testa, vicino al cervello - ma che fosse anche la sede dell'intelligenza. Anche Platone ipotizzò che il cervello fosse la sede della parte razionale dell'anima. Aristotele, tuttavia, riteneva che il centro di intelligenza fosse il cuore e che il cervello regolasse la quantità di calore proveniente dal cuore.
Tale opinione fu generalmente accettata fino al medico romano Galeno, seguace di Ippocrate e medico di gladiatori, il quale osservò che i suoi pazienti perdevano le loro facoltà mentali quando subivano danni al cervello.
Abulcasis, Averroè, Avenzoar e Maimonide, attivi nel mondo islamico medievale, descrissero una serie di problemi medici correlati al cervello. Nell'Europa del Rinascimento, Vesalio (1514-1564) e René Descartes (1596-1650) diedero anch'essi diversi contributi alle neuroscienze.

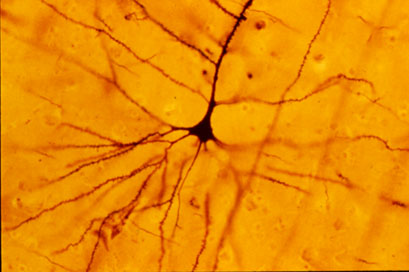
La colorazione di Golgi permise per prima la visualizzazione dei singoli neuroni.

Gli studi sul cervello diventarono più sofisticati dopo l'invenzione del microscopio e lo sviluppo di una procedura di colorazione da parte di Camillo Golgi, verso la fine degli anni 1890. La procedura utilizzava un sale cromato d'argento per rivelare le strutture complesse del singolo neurone. La sua tecnica venne utilizzata da Santiago Ramón y Cajal e portò alla formazione della dottrina del neurone, l'ipotesi che l'unità funzionale del cervello fosse il neurone. Golgi e Ramón y Cajal condivisero il Premio Nobel per la medicina nel 1906 per le loro ampie osservazioni, descrizioni e categorizzazioni dei neuroni in tutto il cervello. Mentre il lavoro pionieristico di Luigi Galvani alla fine del 1700 aveva posto le basi per lo studio della eccitabilità elettrica dei muscoli e dei neuroni, è stato alla fine del XIX secolo che Emil du Bois-Reymond, Johannes Peter Müller e Hermann von Helmholtz dimostrarono che l'eccitazione elettrica dei neuroni influenza prevedibilmente gli stati elettrici dei neuroni adiacenti.
Parallelamente a queste ricerche, il lavoro con i pazienti cerebrolesi di Paul Broca suggeriva che alcune regioni del cervello fossero responsabili di determinate funzioni. A quel tempo, le scoperte di Broca furono viste come una conferma della teoria di Franz Joseph Gall, secondo cui il linguaggio è localizzato e che certe funzioni psicologiche sono localizzate in aree specifiche della corteccia cerebrale. L'ipotesi di localizzazione delle funzioni è supportata dalle osservazioni su pazienti epilettici condotte da John Hughlings Jackson, che ha correttamente dedotto l'organizzazione della corteccia motoria osservando la progressione delle convulsioni attraverso il corpo. Carl Wernicke sviluppò ulteriormente la teoria della specializzazione di specifiche strutture cerebrali nella comprensione del linguaggio e nella produzione. La ricerca moderna utilizza ancora la mappa cerebrale citoarchitettonica di Brodmann (in riferimento allo studio della struttura cellulare) nel dimostrare che l'esecuzione di compiti specifici viene attivata in aree specifiche della corteccia.
Nel 1952, Alan Lloyd Hodgkin e Andrew Huxley presentarono un modello matematico per la trasmissione dei segnali elettrici nei neuroni dell'assone gigante di calamaro, per i potenziali d'azione, e per come essi vengono avviati e propagati, conosciuto come modello di Hodgkin-Huxley. Nel 1961-2, Richard FitzHugh e J. Nagumo semplificarono il modello di Hodgkin-Huxley, in quello che viene chiamato il modello di FitzHugh-Nagumo. Nel 1962, Bernard Katz modellò la neurotrasmissione attraverso gli spazi tra i neuroni conosciuti come sinapsi. Nel 1981 Catherine Morris e Harold Lecar combinarono questi modelli nel modello di Morris-Lecar. Nel 1984, J. L. Hindmarsh e R.M. Rose hanno ulteriormente modellizzato la neurotrasmissione.
A partire dal 1966, Eric Kandel e collaboratori hanno esaminato i cambiamenti biochimici nei neuroni connessi con l'apprendimento e la memoria.

## Le neuroscienze moderne

Il sistema nervoso umano.

Lo studio scientifico del sistema nervoso è aumentato significativamente nel corso della seconda metà del XX secolo, principalmente grazie ai progressi nella biologia molecolare, dell'elettrofisiologia e delle neuroscienze computazionali. Questo ha permesso ai neuroscienziati di studiare il sistema nervoso in tutti i suoi aspetti: come è strutturato, come funziona, come si sviluppa, il suo cattivo funzionamento, e come quest'ultimo possa essere cambiato. Per esempio, è diventato possibile comprendere, in molti dettagli, i complessi processi che si verificano all'interno del singolo neurone.
I neuroni sono cellule specializzate per la comunicazione. Essi sono in grado di contattare altri neuroni e altri tipi di cellule attraverso le giunzioni specializzate chiamate sinapsi, mediante le quali segnali elettrochimici o elettrici possono essere trasmessi da una cellula all'altra. Molti neuroni estrudono lunghi filamenti sottili di protoplasma chiamati assoni, che possono giungere a parti distanti del corpo e sono in grado di portare rapidamente segnali elettrici, influenzando l'attività di altri neuroni, muscoli o ghiandole presso i loro punti terminali. Un sistema nervoso emerge dall'assemblaggio di neuroni che sono collegati tra loro.
Nei vertebrati, il sistema nervoso può essere suddiviso in due parti, il sistema nervoso centrale (cervello e midollo spinale), e il sistema nervoso periferico. In molte specie - compresi tutti i vertebrati - il sistema nervoso è il sistema organico più complesso del corpo, con la maggior parte della complessità che risiede nel cervello. Il cervello da solo contiene circa cento miliardi di neuroni e 100.000 miliardi di sinapsi, si compone di migliaia di sottostrutture distinguibili, collegate tra loro in reti sinaptiche i cui meandri hanno cominciato solo adesso ad essere svelati. La maggioranza dei circa 20-25.000 geni appartenenti al genoma umano sono espressi specificatamente nel cervello. A causa della plasticità del cervello umano, la struttura delle sue sinapsi e le funzioni risultanti cambiano durante la vita. Così, la sfida di dare un senso a tutta questa complessità è formidabile.

### Neuroscienze molecolari e cellulari
Lo studio del sistema nervoso può essere fatto a più livelli, che vanno dal livello molecolare e cellulare ai sistemi e livelli cognitivi. A livello molecolare, le questioni fondamentali affrontate nelle neuroscienze molecolari comprendono i meccanismi con cui i neuroni si esprimono rispondendo ai segnali molecolari e come gli assoni formino configurazioni complesse di connettività. A questo livello, vengono utilizzati gli strumenti della biologia molecolare e della genetica per capire come i neuroni si sviluppano e come i cambiamenti genetici influenzino le funzioni biologiche. La morfologia, l'identità molecolare e le caratteristiche fisiologiche dei neuroni, e come queste siano connesse a diversi tipi di comportamento, sono inoltre argomenti di notevole interesse.
Le domande fondamentali affrontate nelle neuroscienze cellulari comprendono i meccanismi di come i neuroni processino i segnali fisiologicamente ed elettrochimicamente. Queste questioni includono come i segnali vengano elaborati dalle neuriti - estensioni sottili del corpo cellulare neuronale, composte da dendriti (specializzate nel ricevere gli ingressi sinaptici da altri neuroni) e assoni (specializzati nel condurre gli impulsi nervosi chiamati potenziali d'azione) - e dai soma (i corpi cellulari dei neuroni contenenti il nucleo), e come segnali da neurotrasmettitori e elettrici vengano utilizzati per elaborare le informazioni in un neurone. Un altro importante settore delle neuroscienze è rivolto alle indagini sullo sviluppo del sistema nervoso. Tali questioni comprendono la regionalizzazione del sistema nervoso, le cellule staminali neurali, la differenziazione di neuroni e glia, la migrazione neurale, lo sviluppo assonale e dendritico, le interazioni trofiche e la formazione di sinapsi.

### Circuiti neurali e sistemi
Le neuroscienze sistemiche si propongono di studiare l'architettura funzionale e strutturale del cervello umano in via di sviluppo. Lo studio di circuiti e reti su larga scala è reso possibile da discipline emergenti quali la connettomica.
A livello sistemico, le questioni affrontate nelle neuroscienze sistemiche riguardano come i circuiti neurali vengano formati ed utilizzati anatomicamente e fisiologicamente per la produzione di funzioni come i riflessi, l'integrazione sensoriale, la coordinazione motoria, i ritmi circadiani, le risposte emotive, l'apprendimento e la memoria. In altre parole, le neuroscienze sistemiche si indirizzano su come questi circuiti neurali funzionano e sui meccanismi attraverso i quali vengono generati i comportamenti. Per esempio, l'analisi a livello di sistemi affronta questioni riguardanti specifiche modalità sensoriali e motorie: come lavora la visione? Come fanno gli uccelli canori a imparare nuove canzoni e i pipistrelli a localizzarsi con l'ecolocazione? Come fa il sistema somatosensoriale a processare le informazioni tattili? I campi correlati della neuroetologia e neuropsicologia indirizzano la questione su come i substrati neurali sottintendano a specifici comportamenti animali e umani. La Neuroendocrinologia e la psiconeuroimmunologia esaminano le interazioni tra il sistema nervoso e i sistemi endocrino e immunitario, rispettivamente. Nonostante i molti progressi, il modo in cui le reti di neuroni producano cognizione e comportamenti complessi è ancora poco conosciuto.

### Neuroscienze cognitive e comportamentali
A livello cognitivo, le neuroscienze cognitive affrontano la questione di come le funzioni psicologiche sono prodotte dai circuiti neurali. L'emergere di nuove e potenti tecniche di misurazione, come quelle della neuroimaging (es. fMRI, PET, SPECT), dell'elettrofisiologia e dell'analisi genetica umana combinate con sofisticate tecniche sperimentali della psicologia cognitiva, permette a neuroscienziati e psicologi di affrontare questioni astratte come ad esempio il modo in cui la cognizione umana e l'emozione sono mappate da substrati neurali specifici.
Le Neuroscienze sono alleate anche con le scienze sociali e comportamentali, nonché con campi interdisciplinari emergenti come la neuroeconomia, la teoria della decisione e le neuroscienze sociali come la neurosociologia per affrontare questioni complesse sulle interazioni del cervello con il suo ambiente.
In ultima analisi i neuroscienziati vorrebbero comprendere ogni aspetto del sistema nervoso, compreso come funziona, come si sviluppa, il suo cattivo funzionamento, e come può essere modificato o riparato. Gli argomenti specifici che costituiscono i principali focolai di ricerca cambiano nel tempo, guidati da una base in continua espansione di conoscenze e dalla disponibilità di mezzi tecnici sempre più sofisticati. Nel lungo termine, i miglioramenti nella tecnologia sono stati i volani principali del progresso. Sviluppi in microscopia elettronica, computer, elettronica, nell'imaging funzionale del cervello, e più recentemente nella genetica e nella genomica, sono stati tutti fattori determinanti per il progresso.

### Ricerca traslazionale e medicina

MRI parasagittale della testa di un paziente con macrocefalia benigna.

Neurologia, psichiatria, neurochirurgia, psicochirurgia, anestesiologia, neuropatologia, neuroradiologia, neurofisiologia clinica e medicina della dipendenza sono le specialità mediche che riguardano le malattie del sistema nervoso. Questi termini si riferiscono anche alle discipline cliniche che coinvolgono la diagnosi e il trattamento di queste malattie. La neurologia lavora con malattie del sistema nervoso centrale e periferico, come ad esempio la sclerosi laterale amiotrofica (SLA) e l'ictus, e con il loro trattamento medico. La psichiatria si concentra sui disturbi affettivi, comportamentali, cognitivi e percettivi. L'anestesiologia si concentra sulla percezione del dolore, e sull'alterazione farmacologica della coscienza.
La neuropatologia si concentra sulla classificazione e sui meccanismi patogenetici alla base delle malattie del sistema nervoso centrale e periferico e dei muscolari, con particolare attenzione alle alterazioni morfologiche, osservabili al microscopico e chimicamente. La neurochirurgia e la psicochirurgia lavorano principalmente con il trattamento chirurgico delle malattie del sistema nervoso centrale e periferico. I confini tra queste specialità si stanno recentemente confondendo in quanto sono tutte influenzate dalla ricerca di base nel campo delle neuroscienze. L'imaging cerebrale consente dati oggettivi, biologici sulle malattie mentali, che possono portare a diagnosi più veloci, prognosi più accurate, e contribuirà a valutare i progressi del paziente nel corso del tempo. Ogni area del cervello va tuttavia analizzata singolarmente. Un accurato imaging cerebrale permette di capire su che livello un eventuale lesione può avere ripercussioni o provocare danni. Inoltre offre un’accurata prognosi e permette di identificare se tali danni siano di natura cognitiva o motoria.
Lo studio e la comprensione delle neuroscienze possono essere utili non solo in svariate discipline mediche, ma anche nell’ambito della comunicazione e marketing. In relazione al processo decisionale, viene presa in considerazione l’integrazione tre le varie aree cerebrali, la conduzione di impulsi efferenti, cioè fare qualcosa, e l’abilità del cervello umano di processare ed integrare gli impulsi afferenti sotto forma di feedback, quindi sentire e capire qualcosa. Il processo decisionale può essere allenato, permettendo al paziente non solo di migliorare le performance motorie in ambito sportivo e riabilitativo, ma di prendere delle decisioni più consapevoli e apparentemente meno dannose.
Le neuroscienze integrative mettono a fuoco le connessioni tra queste aree specializzate.

## Maggiori branche delle neuroscienze
Le moderne educazioni e attività di ricerca neuroscientifiche possono essere molto approssimativamente suddivise nei seguenti rami principali, sulla base del soggetto e della scala del sistema in esame, così come su approcci sperimentali o curricolari distinti. I singoli neuroscienziati, tuttavia, lavorano spesso su questioni che abbracciano vari sottocampi distinti.
| Branca                                   | Descrizione |
| ---------------------------------------- | --- |
| Neuroanatomia                            | Studio della struttura del sistema nervoso |
| Neuroscienze cellulari                   | Le neuroscienze cellulari comprendono lo studio dei neuroni a livello cellulare, morfologico e fisiologico. |
| Neuroscienze cognitive o Neuropsicologia | Le neuroscienze cognitive sono lo studio dei substrati biologici e neuropsicologici che sottendono alla cognizione con un focus specifico sui substrati neurali dei processi mentali.                                                                   |
| Neuroscienze dello sviluppo              | Studiano i processi che generano, formano e rimodellano il sistema nervoso e cercano di descrivere la base cellulare dello sviluppo neurale per affrontarne i meccanismi sottostanti.                                                                   |
| Neuroscienze computazionali              | Studio teorico del sistema nervoso tramite astrazioni del sistema e la formulazione e utilizzo di modelli matematici biologicamente plausibili e sensibili alla complessità biofisica e biochimica del sistema.                                         |
| Neuroscienza evolutiva                   | È il campo di ricerca che studia l'evoluzione dei sistemi nervosi. |
| Neuroscienze molecolari                  | Sono una branca delle neuroscienze che esamina la biologia del sistema nervoso con la biologia molecolare, la genetica molecolare, la biochimica delle proteine, e le metodologie relative.                                                             |
| Neuroetologia                            | È una branca interdisciplinare che studia le basi neurali del comportamento animale naturale. |
| Neuroimaging                             | Prevede l'uso di varie tecniche per osservare direttamente o indirettamente la struttura ed il funzionamento del cervello. |
| Neuroinformatica                         | È una disciplina all'interno della bioinformatica che conduce l'organizzazione dei dati delle neuroscienze e l'applicazione di modelli di calcolo e strumenti di analisi.                                                                               |
| Neurofisiologia                          | È lo studio del funzionamento del sistema nervoso, generalmente utilizzando tecniche fisiologiche che includono la misurazione e la stimolazione con elettrodi o otticamente con coloranti ioni- o tensione-sensibili o con canali sensibili alla luce. |
| Neuroscienze sistemiche                  | Sono lo studio della funzione di circuiti e sistemi neurali. |

## Le organizzazioni per le neuroscienze
La più grande organizzazione professionale neuroscientifica è la Society for Neuroscience (SFN), che ha sede negli Stati Uniti, ma include molti membri di altri paesi. Sin dalla sua fondazione nel 1969 la SFN è cresciuta costantemente: a partire dal 2010 ha registrato 40.290 membri provenienti da 83 paesi diversi. Incontri annuali, tenuti ogni anno in una diversa città americana, traggono la partecipazione da parte dei ricercatori, borsisti post-dottorato, dottorandi e laureandi, così come da istituzioni educative, agenzie di finanziamento, editori, e centinaia di aziende fornitrici di prodotti utilizzati nella ricerca.
Altre organizzazioni importanti dedicate alle neuroscienze comprendono la International Brain Research Organization (IBRO), che si riunisce in un paese di una parte diversa del mondo ogni anno, e la Federation of European Neuroscience Societies (FENS), che tiene una riunione in una diversa città europea ogni due anni. La FENS comprende una serie di 32 organizzazioni a livello nazionale, tra cui la British Neuroscience Association, la German Neuroscience Society (Neurowissenschaftliche Gesellschaft), e la francese Société des Neurosciences.
Nel 2013, è stata annunciata negli Stati Uniti la BRAIN Initiative.

## Istruzione pubblica e sensibilizzazione sull'argomento
Oltre a condurre la tradizionale ricerca in laboratorio, i neuroscienziati sono stati anche coinvolti nella promozione della consapevolezza e della conoscenza del sistema nervoso tra il pubblico in generale e tra i funzionari governativi. Tali promozioni sono state fatte sia da singoli neuroscienziati che da grandi organizzazioni. Ad esempio, i singoli neuroscienziati hanno promosso l'educazione neuroscientifica tra i giovani studenti, organizzando l'International Brain Bee (IBB), che è un concorso scolastico per gli studenti delle scuole superiori o secondarie di tutto il mondo. Negli Stati Uniti, le grandi organizzazioni come la Society for Neuroscience hanno promosso l'educazione sulle neuroscienze sviluppando un primer chiamato Brain Facts, collaborando con gli insegnanti della scuola pubblica nello sviluppo del Neuroscience Core Concepts per insegnanti e studenti K-12, e cosponsorizzando una campagna con il Dana Foundation chiamata Settimana del Cervello (Brain Awarness Week) per la sensibilizzazione dell'opinione pubblica sui progressi e sui benefici della ricerca sul cervello.
Infine, i neuroscienziati hanno anche collaborato con gli esperti di educazione per studiare e perfezionare le tecniche didattiche per l'apprendimento tra gli studenti, un settore emergente chiamato educational neuroscience. Agenzie federali degli Stati Uniti, come la National Institute of Health (NIH) e la National Science Foundation (NSF), hanno anch'esse finanziato la ricerca che riguarda le migliori pratiche per l'insegnamento e l'apprendimento dei concetti delle neuroscienze.

### In italiano
- Marini, A. Manuale di Neurolinguistica. Fondamenti teorici, tecniche di indagine, applicazioni. Roma: Carocci, 2008
- Gazzaniga M.S., Ivry R.B., Mangun G.R. Neuroscienze cognitive. Bologna: Zanichelli, 2005.
- Kandel E.R. et al. Fondamenti delle neuroscienze e del comportamento. Casa Editrice Ambrosiana, 1999.
- Marini A. e Nocentini, U. Comunicazione verbale e emisfero destro. Milano: Springer, 2003.
- Bear, M. F.; Connors, B. W.; Paradiso, M. A. (2007) Neuroscienze. Esplorando il cervello, Milano, Elsevier Masson, ISBN 978-88-214-2943-9
- Berti, A. E.; Bottini, G.; Neppi-Mòdona, M. (2007) Elementi di neuroscienze cognitive, Roma, Carocci, ISBN 978-88-430-4115-2
- Antonio Damasio,L'errore di Cartesio. Emozione, ragione e cervello umano, Adelphi, 1995, ISBN 978-88-459-1181-1; ed. orig.: Descartes' Error: Emotion, Reason, and the Human Brain, Putnam, 1994.
- Dell'Acqua, R.; Turatto, M. (2006) Attenzione e percezione. I processi cognitivi psicologia e neuroscienze, Roma, Carocci, ISBN 978-88-430-3797-1
- Doidge, N. (2007) Il cervello infinito. Alle frontiere della neuroscienza: storie di persone che hanno cambiato il proprio cervello, Firenze, Ponte alle Grazie, ISBN 978-88-7928-903-0
- Mancia, M. (a cura di) (2007) Psicoanalisi e neuroscienze, Milano, Springer Verlag, ISBN 978-88-470-0658-4
- Siracusano, A.; Rubino, A. I. (2006) Psicoterapia e neuroscienze, Roma, Il Pensiero Scientifico, ISBN 978-88-490-0168-6
- Eric R. Kandel et al (1981 First Edition, Fifth Edition due for publication on March 24, 2010): Principles of Neural Science Elsevier. Trad. it. Principi di Neuroscienze. Prima ed. C.E.Ambrosiana, Milano, 1994. ISBN 978-88-408-0798-0
- Oliver Sacks,Risvegli (Awakenings, 1973), Milano, Adelphi, 1987.
- Oliver Sacks,L'uomo che scambiò sua moglie per un cappello (The Man Who Mistook His Wife for a Hat, 1985), Milano, Adelphi, 1986, ISBN 88-459-0216-1.

### In inglese
- M. F. Bear, B. W. Connors e M. A. Paradiso, Neuroscience: Exploring the Brain, 3ª ed., Philadelphia, Lippincott, 2006, ISBN 0-7817-6003-8.
- Binder, Hirokawa, Windhorst (a cura di), Encyclopedia of Neuroscience, Springer, 2009, ISBN 978-3-540-23735-8.
- E. R. Kandel, Schwartz JH e Jessell TM, Principles of Neural Science, 4ª ed., New York, McGraw-Hill, 2000, ISBN 0-8385-7701-6.
- Squire, L. et al. (2003). Fundamental Neuroscience, 2nd edition. Academic Press; ISBN 0-12-660303-0
- Byrne and Roberts (2004). From Molecules to Networks. Academic Press; ISBN 0-12-148660-5
- Sanes, Reh, Harris (2005). Development of the Nervous System, 2nd edition. Academic Press; ISBN 0-12-618621-9
- Siegel et al. (2005). Basic Neurochemistry, 7th edition. Academic Press; ISBN 0-12-088397-X
- Rieke, F. et al. (1999). Spikes: Exploring the Neural Code. MIT Press; Reprint edition ISBN 0-262-68108-0
- section.47 Neuroscience 2nd ed. Dale Purves, George J. Augustine, David Fitzpatrick, Lawrence C. Katz, Anthony-Samuel LaMantia, James O. McNamara, S. Mark Williams. Published by Sinauer Associates, Inc., 2001.
- section.18 Basic Neurochemistry: Molecular, Cellular, and Medical Aspects 6th ed. by George J. Siegel, Bernard W. Agranoff, R. Wayne Albers, Stephen K. Fisher, Michael D. Uhler, editors. Published by Lippincott, Williams & Wilkins, 1999.
- Nancy C. Andreasen, Brave New Brain: Conquering Mental Illness in the Era of the Genome, Oxford University Press, 4 marzo 2004, ISBN =978-0-19-514509-0 (archiviato dall'url originale il 24 febbraio 2007).
- Gardner, H. (1976). The Shattered Mind: The Person After Brain Damage. New York, Vintage Books, 1976 ISBN 0-394-71946-8
- Goldstein, K. (2000). The Organism. New York, Zone Books. ISBN 0-942299-96-5 (Hardcover) ISBN 0-942299-97-3 (Paperback)
- Jan Lauwereyns, The Anatomy of Bias: How Neural Circuits Weigh the Options, Cambridge, MA, The MIT Press, febbraio 2010, ISBN 0-262-12310-X.
- Llinas R. (2001). I of the Vortex: From Neurons to Self MIT Press. ISBN 0-262-12233-2 (Hardcover) ISBN 0-262-62163-0 (Paperback)
- Luria, A. R. (1997). The Man with a Shattered World: The History of a Brain Wound. Cambridge (Massachusetts), Harvard University Press. ISBN 0-224-00792-0 (Hardcover) ISBN 0-674-54625-3 (Paperback)
- Luria, A. R. (1998). The Mind of a Mnemonist: A Little Book About A Vast Memory. New York, Basic Books, Inc. ISBN 0-674-57622-5
- Medina, J. (2008). Brain Rules: 12 Principles for Surviving and Thriving at Work, Home, and School. Seattle, Pear Press. ISBN 0-9797777-0-4 (Hardcover with DVD)
- Pinker, S. (1999). How the Mind Works. W. W. Norton & Company. ISBN 0-393-31848-6
- Pinker, S. (2002). The Blank Slate: The Modern Denial of Human Nature. Viking Adult. ISBN 0-670-03151-8
- D. L. Robinson, Brain, Mind and Behaviour: A New Perspective on Human Nature, 2ª ed., Dundalk, Ireland, Pontoon Publications, 2009, ISBN 978-0-9561812-0-6.
- Ramachandran, V. S. (1998). Phantoms in the Brain. New York Harper Collins. ISBN 0-688-15247-3 (Paperback)
- Rose, S. (2006). 21st Century Brain: Explaining, Mending & Manipulating the Mind ISBN 0-09-942977-2 (Paperback)
- Sternberg, E. (2007) Are You a Machine? The Brain, the Mind and What it Means to be Human. Amherst, NY: Prometheus Books.
- Churchland, P. S. (2011) Braintrust: What Neuroscience Tells Us about Morality. Princeton University Press. ISBN 0-691-13703-X